# Margitica
Margitica (službeno:  Banatska Dubica, nekada i Mala Margita, mađ. Kismargita, nje. Klein Margit, rum. Mărghita Mică) je naselje u Banatu, u Vojvodini, u sastavu općine Sečanj.

## Stanovništvo
Prema popisu stanovništva iz 2002. godine u naselju Margitica živi 428 stanovnika, od čega 346 punoljetnih stanovnika s prosječnom starosti od 44,4 godina (40,8 kod muškaraca i 47,8 kod žena). U naselju ima 158 domaćinstava, a prosječan broj članova po domaćinstvu je 2,71.
Prema popisu iz 1991. godine u naselju je živjelo 507 stanovnika.
| Etnički sastav 2002. |            |        |
| Narod                | Stanovnika | %      |
| Srbi                 | 365        | 85,28% |
| Jugoslaveni          | 16         | 3,73%  |
| Slovaci              | 15         | 3,50%  |
| Mađari               | 14         | 3,27%  |
| Romi                 | 6          | 1,40%  |
| Hrvati               | 2          | 0,46%  |
| nepoznato            | 1          | 0,23%  |

| broj stanovnika | 896   | 936   | 847   | 660   | 566   | 507   | 428   |
|                 | 1948. | 1953. | 1961. | 1971. | 1981. | 1991. | 2001. |

## Vanjske poveznice
- Karte, udaljenosti i vremenska prognoza
- [neaktivna poveznica]